# Novelda del Guadiana (Badajoz)
Novelda del Guadiana es una pedanía del municipio español de Badajoz, perteneciente a la provincia de Badajoz (comunidad autónoma de Extremadura).

## Situación
Está enclavada junto al río Guadiana, a unos 18 km de Badajoz, en la rica zona de regadío denominada Vegas Bajas.

## Demografía
En 2023 tenía 897 habitantes, de los cuales 445 eran varones y 452 eran mujeres.
| 924 | 945 | 932 | 948 | 938 | 932 | 918 | 917 | 916 | 918 | 909 | 897 |

## Patrimonio
Iglesia parroquial católica bajo la advocación de Santa María Magdalena, en la archidiócesis de Mérida-Badajoz.

## Actividad económica
Es agrícola, con predominio de los cultivos del maíz, tomate, frutales y productos hortofrutícolas; las principales industrias se centran en el sector alimenticio. Su situación tan cercana a Badajoz está provocando que el sector servicios cada vez sea más demandado.